# Magnano (Toskana)
Magnano ist ein Ortsteil (Fraktion, italienisch frazione) von Villa Collemandina in der Provinz Lucca, Region Toskana in Italien.

## Geografie
Der Ort liegt etwa 1,5 km nordwestlich des Hauptortes Villa Collemandina, etwa 38 km nördlich der Provinzhauptstadt Lucca und etwa 82 km nordwestlich der Regionshauptstadt Florenz im Tal des Serchio in der Landschaft der Garfagnana. Der Ort liegt bei 574 m s.l.m. und hatte 2011 ca. 60 Einwohner. Etwa 300 Meter westlich des Ortes fließt der Torrente Corfino, ein linker Zufluss des Serchio, von Norden kommend nach Süden.

## Geschichte
Erstmals erwähnt wurde die Kirche von Manianus (auch Manianum oder von Santa Maria de Maniano) im Jahr 899. 1832 hatte der Ort etwa 260 Einwohner, 2001 waren es 86 und 2001 nur noch 64 Einwohner.

## Sehenswürdigkeiten

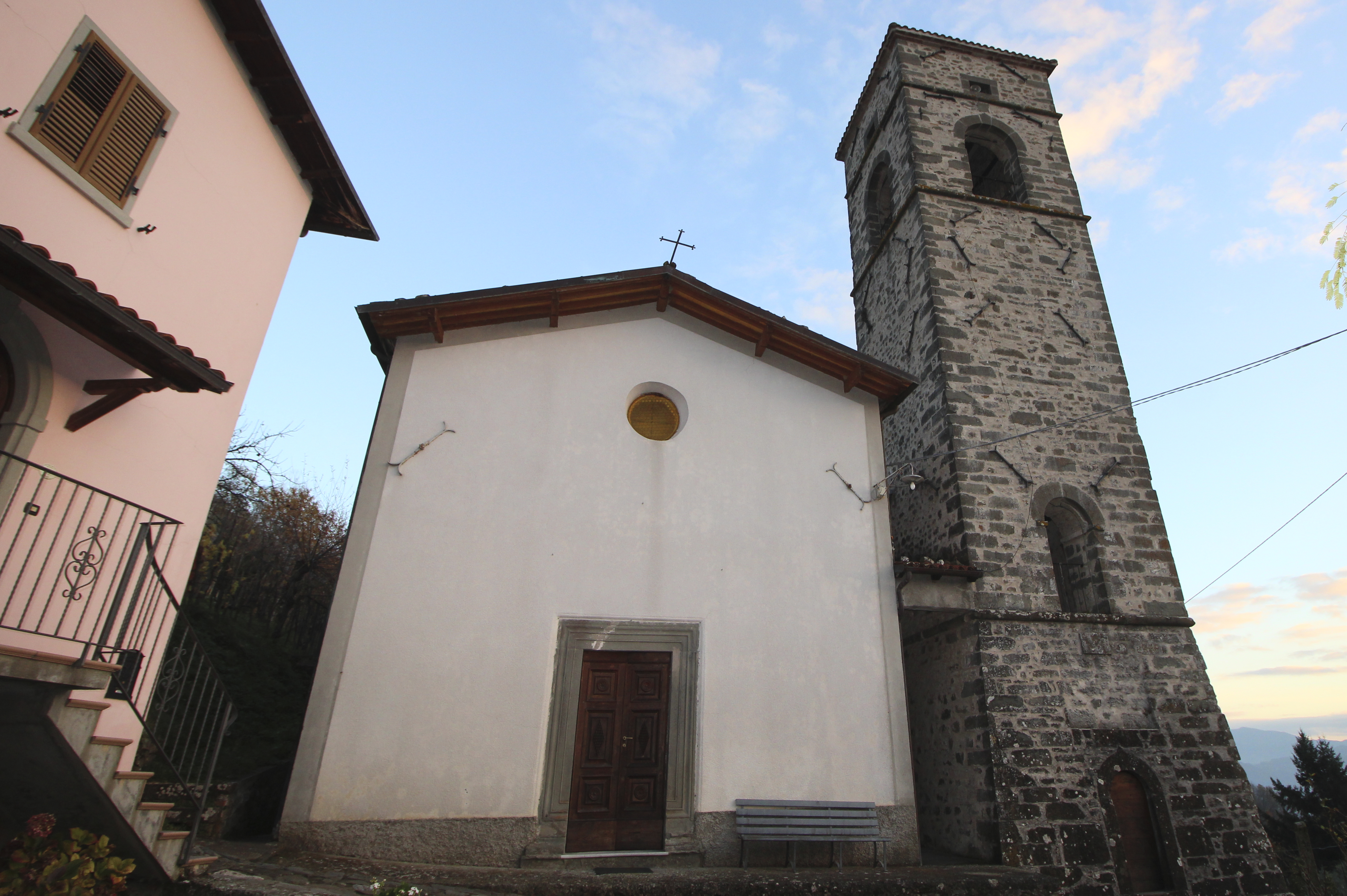
Die Fassade der Kirche Santa Maria Assunta

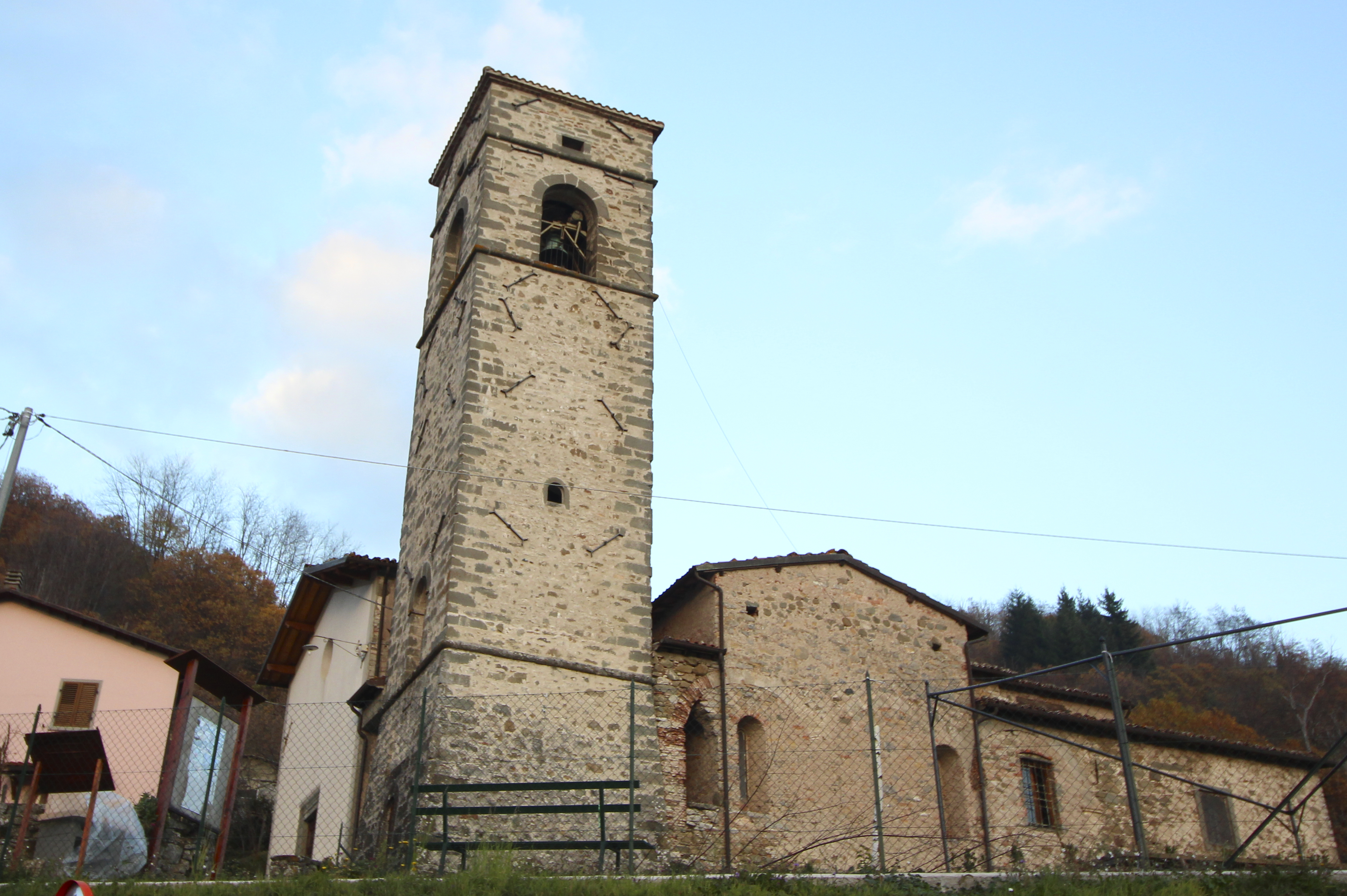
Der Glockenturm und die Rückseite der Kirche Santa Maria Assunta

- Chiesa di Santa Maria Assunta, erstmals 899 als Santa Maria a Magnano erwähnte Kirche im Ortskern. Danach wurde sie von Papst Alexander III. 1168[1][5] und im Codice Pelavicino von 1124 erwähnt.[4][6] Das Taufbecken stammt aus dem 18. Jahrhundert. Im 19. Jahrhundert wurde die Kirche vergrößert und der Eingangsbereich verlagert. 1976 wurde die Kirche restauriert. Im Inneren befinden sich die Gemälde Madonna Assunta tra i Santi und Madonna incoronata tra i Santi, beide aus dem 17. Jahrhundert.[5]
- Oratorio della Madonna di Loreto, 1687 entstandenes Oratorium kurz nördlich von Magnano an der Straße nach Corfino. 1956 und 2002 wurde es restauriert.[7]